# Camponotus striatus
Camponotus striatus é uma espécie de inseto do gênero Camponotus, pertencente à família Formicidae.